# 988

## Nașteri
- dată necunoscută: Edmund al II-lea al Angliei  (d. 1016)
- dată necunoscută: Ademar de Chabannes  (d. 1034)

## Decese
- 6 mai: Dirk al II-lea de Olanda  (n. ?)
- 23 ianuarie: Adalberon de Reims preot francez (n. ?)